# Ал Андалуз
Ал Андалуз је арапско име за делове Иберијског полуострва под влашћу муслимана или Мавара у раздобљу од 711. до 1492. године. Овај појам није истозначан данашњој области Андалузији.
Муслимани, хришћани и Јевреји живели су осам векова под арапском влашћу. Начин живота освајача, особена поетска књижевност, култура и и обичаји ушли су у животе шпанског становништва. Хришћани који су прихватили овакав начин живота, културу и обичаје, називали су се „мосарапима“. Муслимани, Јевреји и хришћани имали су релативно мирне односе, а стапање трију култура оставило је свој траг и након Реконкисте.

## Књижевност Ал Андалуза

### Основне одлике
Поред великог арапског утицаја на културу, промене је претрпела и књижевност Шпаније. Арапска лирска поезија била је веома развијена на територији Ал – Андалуза, а свој процват доживљава од X века (проглашења Халифата). Инвазија Муслимана допринела је побољшању писмености становништва, док је једна од главних одлика мешање хришћанске, муслиманске и јеврејске књижевности.
Када су Арапи заузели територију, они су пружали готово потпуну слободу тамошњем становништву. Хришћани су се служили латинским, Јевреји хебрејским, а муслимани арапским. Назив који одређује хришћане на Иберијском полуострву који су прихватили обичаје и културу императора, уједно је и назив дијалекта муслиманског народа – мосарапски (шп. mozárabe). Мосарапски потиче из латинског језика и никада није прерастао у језик. Синтаксичка и морфолошка структура мосарапског личиле су на романски језик, док је по лексичкој структури подсећао на арапски јер су доминирали арабизми.
У X и XI веку центри арапске политичке и духовне моћи били су Кордоба и Севиља. У раскошним палатама ових градова поезија је представљала један од начина забаве источњачких краљева и принчева. Упоредо са уметничком лириком, постојало је и усмено преношење лирике. Теме у уметничкој лирици биле су разноврсне: религиозне, љубавне, ратне, политичке, историјске и елегичне. Најомиљенија метричка форма била је касида (шп. qasida), тј. муслиманска верска песма. Њу су чинили дуги стихови, са једном, непроменљивом римом. За разлику од префињене, учене поезије, народна лирика се одликовала једноставношћу. Њоме се исказивао свакодневни начин живота разноврсних сталежа и разнојезичког становништва, што је од велике користи за све који желе да сазнају о култури, обичајима и животу становништва Ал – Андалуза.

### Мувашаха
Поред арапских песника постојали су и песници који су у поезију унели особености средине, те се они називају арапско – андалузијским песницима. Арапско – андалузијски песници хтели су да у својим делима сједине елементе романске и арапске културе. Њихове главне теме биле су такође свакодневни живот становника Ал – Андалуза (муслимана, хришћана и Јевреја).
Међу најзначајније арапско – андалузијске песнике убраја се Мукадам бен Муафа (арап. Mucaddam ben Muafa), са надимком Слепи (шп. El Ciego), рођен у Кабри (шп. Cabra), јужно од Кордобе, који је живео крајем IX и у првој половини X века. (спанска књизевност ) Он је створио мувашаху. Особена песничка подврста мувашаха (шп. moaxaja) писана на арапском или хебрејском језику укључује на крају, у завршним стиховима, једну харћу (шп. jarcha) или песмицу народног карактера, комповану из неколико краћих стихова на мосарапском језику. Мувашаха се састоји од кратких стихова: естрибиља (шп. estribillo), вуелте и мудансе (шп. mudanza). Постоје два естрибиља, један вуелте и три мудансе, који има другачију риму у односу на естрибиљо и вуелте, али између себе истоветну. Мувашаха је била писана на књижевном арапском језику и представља “хибридну” песничку врсту.

#### Сехел
Поред мувашахе, ствара се још једна нова песничка форма, сехел (шп. zéjel). Сехел потиче од мувашахе, писан је на говорном арапском језику са примесама романских елемената. Он је постао веома популаран и био је намењен певању у хору.

### Харћа
Харћа (шп. Jarcha) представља кратку строфу од два, три, четири стиха, а ретко више стихова. Написана је на романском језику, тј. на мосарапском дијалекту. Самуел Миклош Штерн (шп. Samuel Miklos Stern), чувени хебрејиста, проучавао је јеврејске рукописе у једној синагоги у Каиру, и тако открио известан број јеврејских мувашаха, које су на крају садржале харће. Он је своје откриће објавио у часопису Ал – Андалуз. Након његовог окрића, за харће су почели да се интересују многи шпански књижевници, међу којима је познат шпански оријенталиста Емилио Гарсија Гомес (шп. Emilio García Gómez). Он је дешифровао и објавио читав низ арапских мувашаха са романским завршетком на крају. Најчешће теме харћи су: туга, чежња, чекање, неспокојство, жудња за драгим. Садржину представљају љубавна осећања девојке која говори у првом лицу обраћајучи се мајци, сестри, другарици или неком другој блиској женској особи. Одликује их једноставан стил, тако да се сматра да харће потичу из романске традиције сачуване у арапској средини.
Харће и мувашахе су од великог значаја не само за проучавање почетка лирске поезије у Шпанији, већ су битне и за лирску поезију у другим романским земљама, попут Француске. Оне померају почетак средњовековне шпанске књижевности за читав један век уназад, као и настанак лирике на романским језицима. Естетичка вредност харћи је незамењива и оне представљају драгоцене податке о првим записима традиционалних песничких форми преношених усменим путем.

### Песници
Права градска поезија родила се са Ибн Џераџом ал - Касталијем, Саидом од Багдада, ар - Ремадијем. Од краја халифске епохе, створила се књижевна група која је, аристократска по пореклу, али револуционарна по намери, била непријатељски настројена према особеној песничкој подрвсти мувашахи, сматрајући је превише популарном. Коловођа те школе био је Ибн Шухеид, који је, делимично, развио своје идеје у прозном делу.
Ибн Хазм је једна од најзначајнијих интелектуалних личности шпанског ислама. Његово дело без сумње припада арапским прозним делима, као што су Калила и Димна, Хиљаду и једна ноћ, итд., која су имала утицај на Европу. Један тих утицаја сигурно је било и дело Књига о доброј љубави шп. (Libro de buen amor), Хуана Руиса, архипрезвитера из Ите, шп. (Juan Ruiz, el Arcipreste de Hita), у ком се може наћи сличност са делом Ибн Хазма (лик Дон Хуана шп. (Don Juan) који вероватно потиче из интерпретације једног одломка из 21. поглавља Голубичине огрлице, где Ибн Хазм описује неодољив и променљив љубавни нагон Амира). За Ибн Хазма, љубав није само сила која повезује различите степене битака, већ је људска емоција и страст, о чему сведочи поднаслов Голубичиног ђердана – О љубави и заљубљенима.
Песник-луталица Ибн Кузман из Кордобе одиграо је важну улогу јер је створио заџал, тј. из руку импровизатора га подигао на ранг литерарног облика; најистакнутији је представник андалузијског пучког песништва. Упркос свом дијалекатском облику, његови су стихови прилично блиски класичној поезији, а његова дела најчешће садрже по једну љубавну песму и по један хвалоспев. Дело Ибн Кузмана представља велики корак ка новом појму поезије; његово дело преживело је само у једном палестинском рукопису.

## Култура Ал Андалуза

### Основне одлике
Мноштво племена, религија и раса коегзистирало је у Ал Андалузу, доприносећи заједно његовом интелектуалном просперитету. Писменост је у овом делу Шпаније била далеко више распрострањена него код многих других народа на Западу у то време. Иако је постојало јасно ривалство имеђу двеју династија, Омеја и Абасида, слобода путовања између два халифата била је дозвољена, чиме је потпомогнуто ширење нових идеја, иновација и културе током времена у Шпанији.
Присуство Муслимана на Иберијском полуострву донело је битне и значајне промене како у привредним делатностима, тако и у уметности. Са развитком трговинских путева и спољње трговине са другим исламским земљама, али и са хришћанском Европом, битно се развија и архитектура, музика, ликовна уметност и наука у Шпанији. Ал Андалуз успева да одржи везе са остатком муслиманског света, посебно почев од IX века, што му је омогућило да упозна значајне књижевне, филозофске и научне текстове које су исламски научници прикупљали по свету, посебно у Грчкој, Индији и Персији. Нема сумње да је ислам обележио читаву културу Ал Андалуза. Научна сазнања, архитектура, метематика и филозофија цветају у Шпанији за време владавине Омеја, управо на основу учења Курана који наглашава вредност знања. У средњем веку муслимани су водећа сила у науци. Добар део свог знања развили су сами, али највећи део потиче из традиције грчке, персијске, индијске и кинеске науке. Муслимани синтетизују, развијају и преносе то знање на Иберијско полуострво. Добар део сазнања о грчкој науци био би изгубљен за Европу да није пренет преко муслимана у Шпанију.
У области филозофије истакао се Ибн Русд (1126—1198) познат по својим коментарима о Аристотелу. Био је заслужан за увођење Аристотелове мисли у културу Западне Европе. Међутим, још значајнија су достигнућа Ал Андалуза на пољу науке. Западноевропска, хришћанска наука није била ни близу достигнућа научника Ал Андалуза. Преко ове провинције ушао је у хришћански свет систем бројева (индијског порекла). У научним дисциплима које се развијају у Ал Андалузу тог времена истичу се математика и медицина. Познат је Абулкасис (936—1013) аутор изузетне медицинске и хируршке енциклопедије која ће касније бити преведена на латински.

### Архитектура
У архитектури муслимански градитељи су се ослонили на римско-визиготску традицију, али су унели и елементе типичне за муслимански свет: лукове, богату орнаментику засновану на геометријским мотивима.
Најпознатије остварење муслиманске архитектуре је велика џамија у Кордоби, чија је изградња започета у VIII веку. Значајан је био и град-палата Мадинат ал-Захра из времена Абд-ал-Рахмана III, за чију су изградњу довожени материјали из разних земаља. Ова грађевина је потпуно разрушена пре нестанка халифата.
Други примери архитектуре Ал Андалуза свакако су палата Алфахерија у Сарагоси, торањ Хиралде у Севиљи, и изнад свега Алхамбра у Гранади, ремек-дело муслиманске архитектуре. Алхамбра је утврђење које садржи званичну палату административним функцијама, приватну палату, резиденцију владара и простране просторе за одмор. Алхамбра се истиче по својој орнаментици и положају над градом.

### Утицаји Мавра и Јевреја
Осамстогодишње присуство Мавара на Иберијском полуострву није протекло у знаку оружаних сукоба, већ је, упркос кризама, протекло пре свега у знаку коегзистенције три етничке групације: хришћана, муслимана и Јевреја на територији Ал Андалуза. Мосарапи- (шп. mozárabes}, како се назива хришћанско становништво на територијама под маварском влашћу, слободно служе у војсци маварских суверена, раде у управи, слободно исповедају веру, имају сопствене судије, руководе се сопственим законима. Али због статуса неверника морају да плаћају посебан порез – џизију (за коју се може на основу Хадиса закључити да постоји да би немуслимани били понижени и да је требају плаћати у пониженом положају). Говорили су романским језиком, који је постепено нестајао потпадањем под власт хришћанских краљевина, и развијали су културу под утицајем хришћанске и источњачке културе. Пренели су становницима Севера бројне културне елементе са Истока, као што су допринели ширењу готске културе. Најбројнији у Ал Андалузу су хришћани преобраћени у исламску веру-(шп. muladíes}.
Међутим, чести међуплеменски и етнички друштвени расколи и друштвено-економски сукоби, супарништво између андалузијских Муслимана, Бербера и мосарапских хришћана мењају тадашњу ситуацију у Ал Андалузу. Јевреји Ал Андалуза просперијају материјално под муслиманском влашћу и важе за политички најтолерантнију етничку гурпацију. Веома су лако прихватили муслимански политичку и културну хегемонију у Ал Андалузу. Све до појаве краљевина таифи они и не учествују у верским и друштвеним сукобима. Мада су и ту присутне противречности. С једне стране бележе се заоштравања и затегнутост у односима, док с друге стране има и дужих раздобља друштвеног и политичког мира, узајамне економске и културне сарадње. Противречна је и чињеница да у раздобљу до X до XII века, које се сматра златним добом јеврејске културе, у Ал Андалузу историја бележи највише немира. Пропадање таифи, инвазија, окупација и владавина Алморавида, као и растући притисак хришћанских краљевина на границама муслиманске државе, довели су Јевреје у незавидан положај.
Јасно је да је Шпанија својим каснијим потезима испустила историјску шансу да се уздигне у свету нетрпељивости као моћна империја којој предност доноси управо толеранција и коегзистенција различитих народа и вера, али је свакако да су народи Ал Андалуза оставили неизбрисив траг у историји шпанске културе, књижевности, уметности и науке.